# Люсешил (община)
Община Люсешил (на шведски: Lysekils kommun) е разположена в лен Вестра Йоталанд, югозападна Швеция с обща площ 211 km2 и население 14 369 души (към 31 декември 2013). Административен център на община Люсешил е едноименния град Люсешил.